# فرانک پرک
فرانک پرک (فرانسوی: Franck Perque‎؛ زادهٔ ۳۰ نوامبر ۱۹۷۴) دوچرخه‌سوار اهل فرانسه است.
وی در مسابقات کشوری و بین‌المللی در مجموع برندهٔ ۲ مدال طلا شده‌است.